# Далал Мідхат-Талакич
Далал Мідхат-Талакич (босн. Dalal Midhat-Talakić; 5 серпня 1981) — боснійська поп-співачка і автор пісень. 2016 року разом з Діном і Аною Руцнер представляла Боснію і Герцеговину на Євробаченні 2016.

## Біографія
Народилась 5 серпня 1981 року в Сараєво. Почала співати з 5 років, музичну освіту отримала у Сараєво і Загребі (Хорватія), де 1995 року вона виконала свою першу оригінальну пісню.
1996 року Далал заснувала свій музичний поп-гурт Erato — вона була автором більшості пісень проекту. Гурт отримав багато музичних премій і нагород. 2009 року Далал його залишила.
З цього моменту співачка не виступала на боснійській естраді, доки 2014 року вона не випустила свою нову пісню «Gdje sam ja?».

### Євробачення 2016
25 листопада 2015 року боснійська телекомпанія, відповідальна за участь країни на Євробаченні, оголосила, що Боснію і Герцеговину на Пісенному конкурсі Євробачення 2016 представлятимуть боснійські співаки Далал Мідхат-Талакич і Дін, хіп-хоп виконавець Яла, а також хорватська віолончелістка Ана Руцнер. Їхня конкурсна пісня, «Ljubav je», була представлена 19 лютого 2016 року.

## Співпраця з іншими співаками
Далал є автором хітів таких відомих балканських виконавців як Тоні Цетинський, Жак Худек і інших.